# Cerámica de Fajalauza

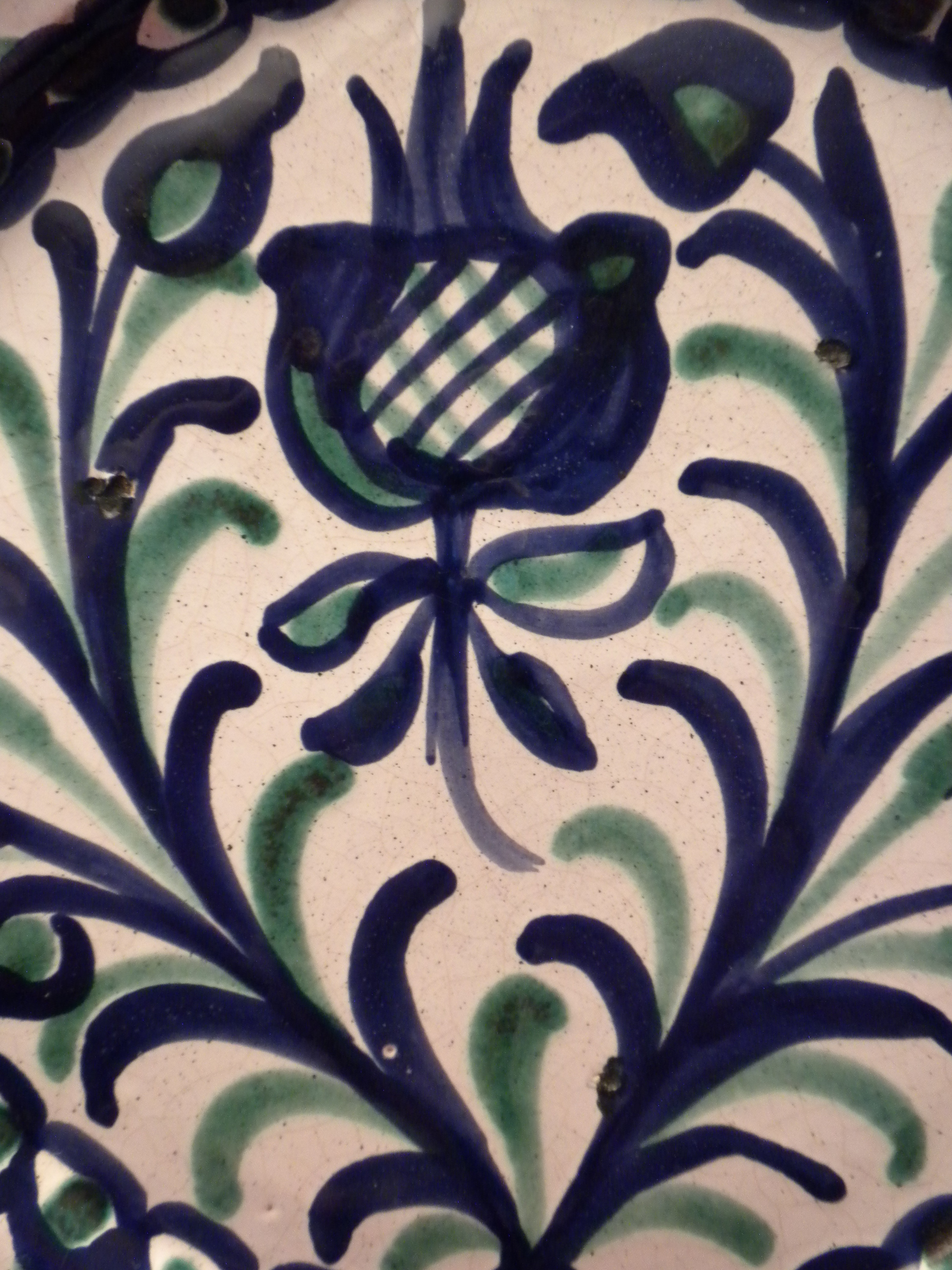
La granada emblemática de la loza granadina

Loza o cerámica de Fajalauza es la cacharrería popular en barro vidriado y decorado, originalmente elaborada en el Albaicín granadino, con una tradición alfarera que se remonta al año 1517, aunque no se conocería con ese nombre hasta la primera mitad del siglo XIX. De hecho, no es hasta en torno al segundo tercio del siglo XVII cuando oficialmente se conoce con precisión la producción de esta cerámica y su popularización en el pueblo granadino. Los profundos cambios sociales asociados a la expulsión de los moriscos en 1609 y a la paulatina sustitución de estos por alfareros cristianos, repercutió en las formas, asociadas a las costumbres alimentarias y a unas costumbres y tradiciones propias del mundo nazarí/morisco que se pierden. Estética y formalmente, permaneció invariable en un estilo y señas de identidad caracterizados por el vidriado estannífero y la decoración en azul-gris o verde con motivos vegetales –con el protagonismo de la granada–, pájaros, lacerías y motivos heráldicos con águilas bifrontes. Al inicio del último cuarto del siglo XX entró en el proceso de industrialización cerámico, perdiendo personalidad y ganando variedad, como es el caso de la recuperación del reflejo dorado, una de las mejores técnicas de la loza morisca.

## Historia y características
La puerta de Fajalauza, es uno de los seis accesos que tuvo la muralla del Albaicín o "cerca de Don Gonzalo" y fue levantada a mediados del siglo XIV por el hayib Ridwan, ministro de Yusuf I de Granada, para la defensa del primitivo arrabal de los Halconeros o del Albaicín (Rabad al-Bayyazin o nombrado por Gómez Moreno Rabut-alfajjarim). Constituye el acceso a la parte más elevada del Albaicín, comunicando en época cristiana dicho arrabal con el de los Alfareros, situado a extramuros entre esta puerta y el convento de San Antonio y San Diego, actualmente desaparecido. Desde época nazarí se conocen áreas de producción cerámica en esta zona, aunque los principales talleres estaban en rabd al-Fajjarīn, que era el arrabal de los alfareros, en el actual barrio del Realejo. Por ello, en este lugar, desde 1517, existieron talleres de olleros, alguno de los cuales aún permanece activo, pasando así a llamarse loza de Fajalauza la cerámica popular granadina en general. Pero es tras la conquista castellana en 1492 y hasta la década de 1560 cuando se consolida la zona extramuros de Fajalauza como una de producción alfarera con población morisca, pero también con cristianos viejos, que acabarán siendo los dueños de los talleres. Natacha Seseña recoge las claves del paralelismo entre la producción granadina de Fajalauza y la de Teruel, los dos centros de la península ibérica donde mejor se ha conservado la tradición alfarera de origen morisco. A pesar de ello, no hay que olvidar que la cerámica de Fajalauza desde el siglo XVII es una alfarería de origen completamente castellano, producto directo de la conquista del Reino Nazarí de Granada. Esto es debido a que muchas alfarerías de la ciudad se convierten en propiedad de castellanos repobladores, y Fajalauza es un producto directo de esas nuevas dinámicas sociales y comerciales, que van directas a cubrir las necesidades de la nueva población castellana, con series estandarizadas y producciones en masa, teniendo para el siglo XVII con la expulsión de los moriscos unas redes de comercio profundamente castellanas.
Hasta 1975, aproximadamente, la loza basta y popular de Fajalauza mantuvo sus características primitivas: vidriado con poco estaño, decoración en verde o azul grisáceo, motivos vegetales -el fruto de la granada especialmente-, pájaros, motivos heráldicos de supuestas águilas bicéfalas... Señas que sin variación perceptible decoraban sencillas fuentes de solero plano o abombado, tazones, cantarillos, jarras de cuerpo globular y las famosas jarras alcarrazas (que engendraron el dicho popular "Verde y con asas: alcarraza") tupidas de 'caracolillos' y curvas entrelazadas.
Aunque las características de la loza de Fajalauza se mantienen, no se ha podido evitar la adulteración de los tonos azules y verdes, producida por el uso de colorantes industriales de los óxidos de cobalto y cobre. Otra amenaza a su 'pureza ancestral' es la masificación comercial (con un mercado que llega hasta Japón).

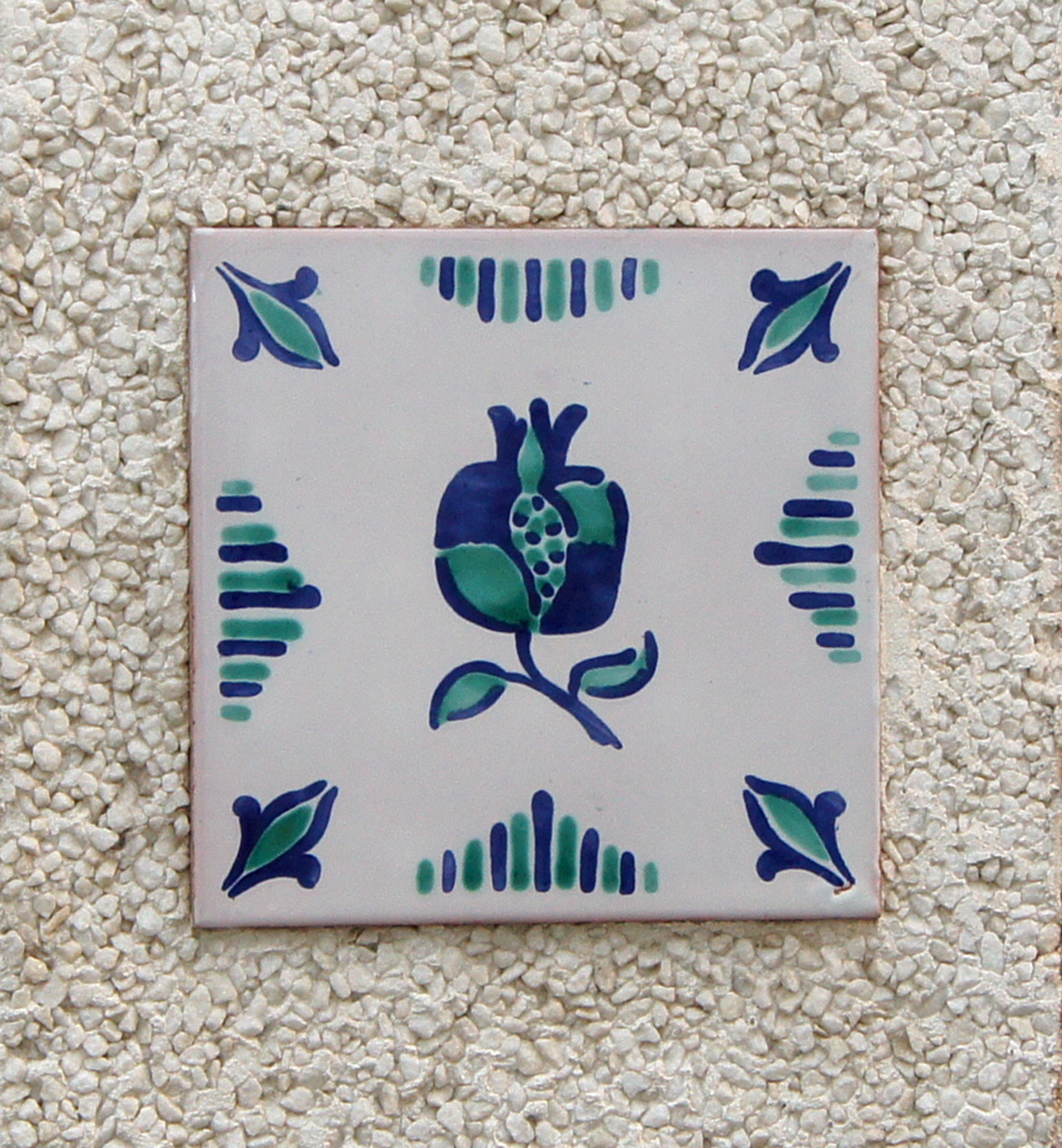
Azulejo imitando la decoración figurativa sencilla en una gama de tonos azul cobalto sobre fondo blanco, típica del azulejo figurativo holandés.
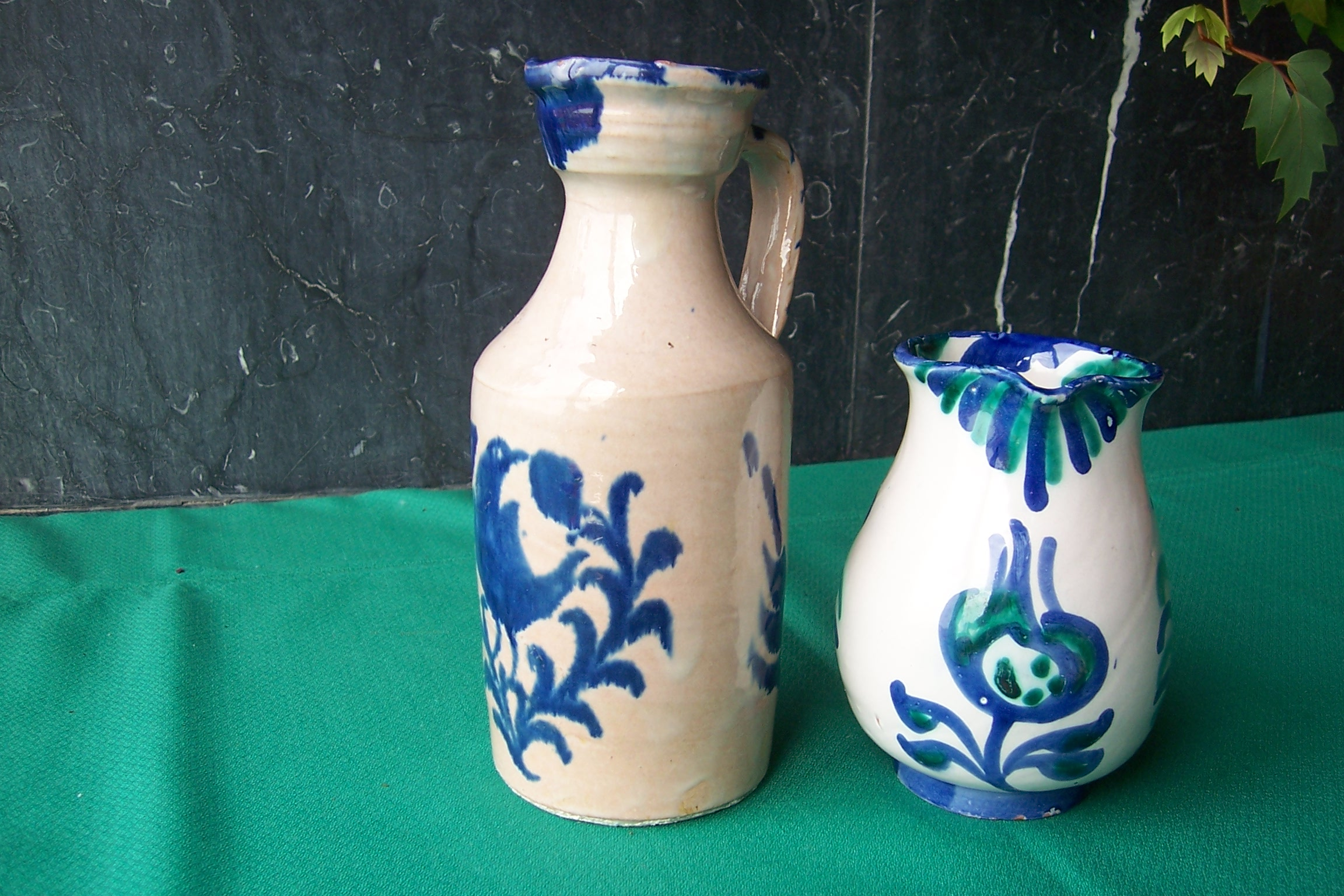
Alcuza vinagrera y jarrita.
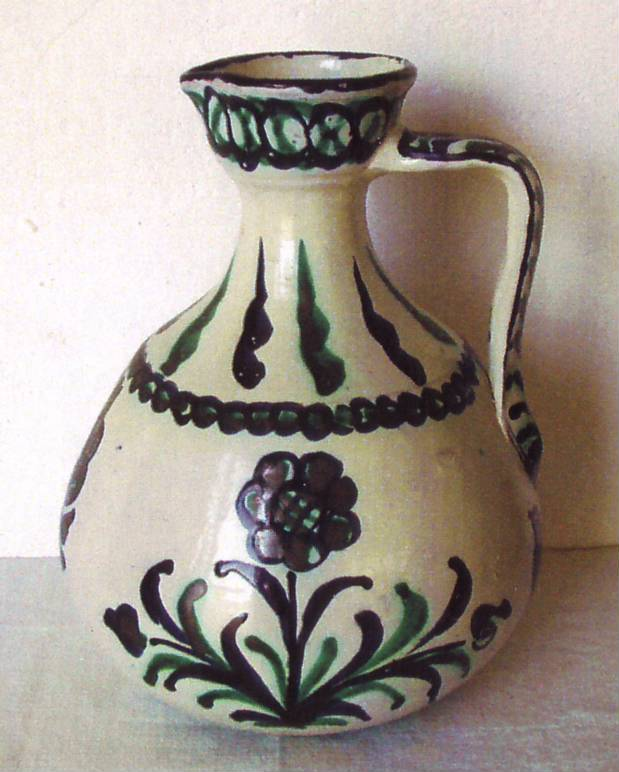
Bombona tornada (jarra granadina, aceitera).
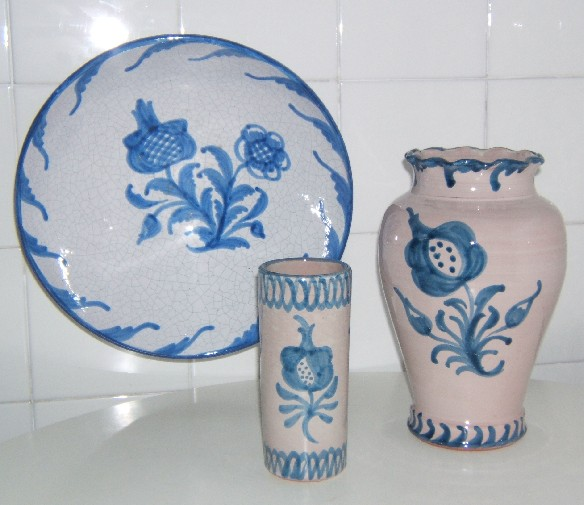
Fuente de solero abombado, jarrón y vaso.
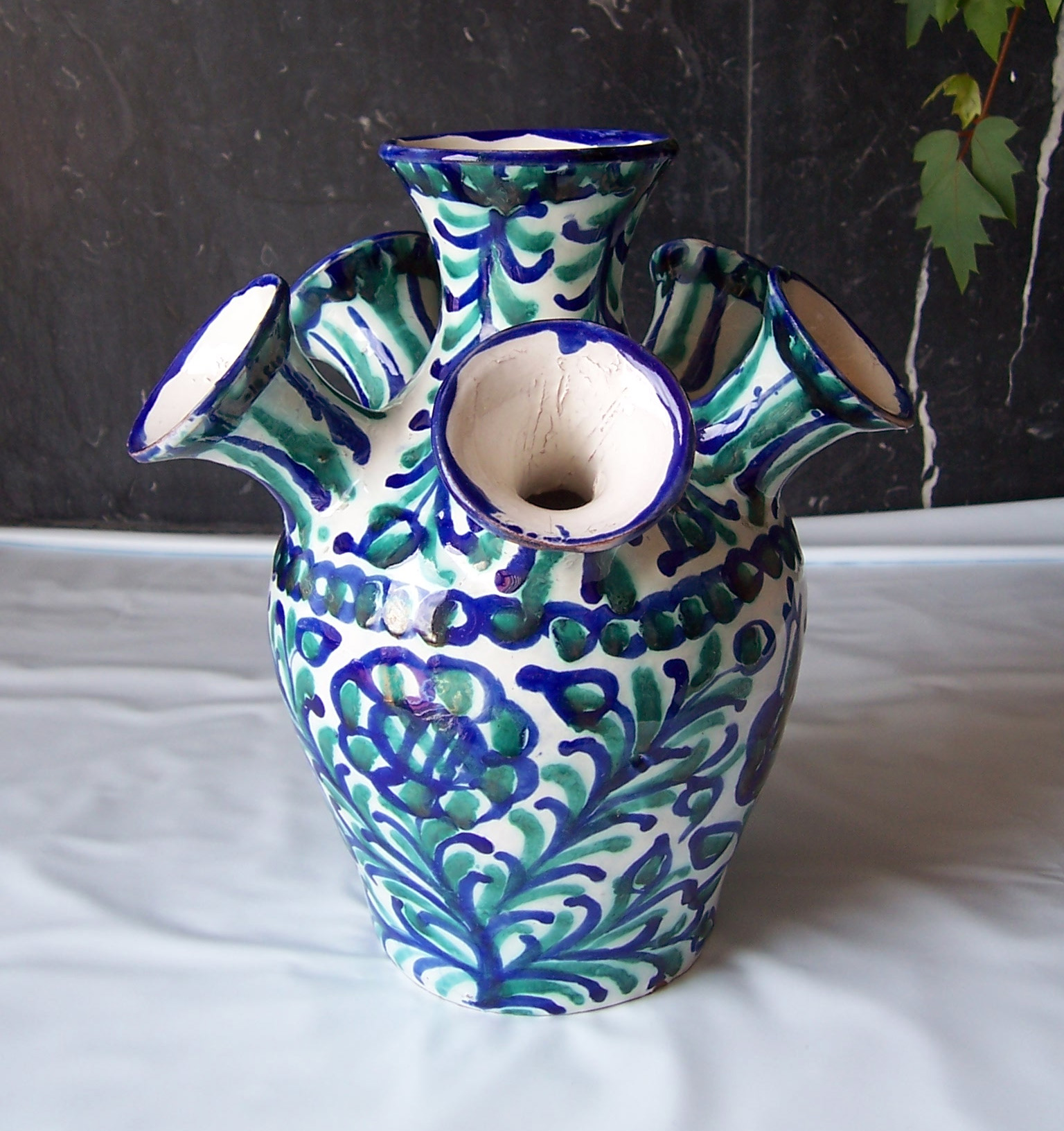
Florero Valero con seis bocas (tulipanero o clavelero).